# Frank Fabra
Frank Yusty Fabra Palacios (Nechí, 22 de fevereiro de 1991) é um futebolista colombiano que atua como lateral. Atualmente defende o Boca Juniors.

## Títulos
Deportivo Cali
- Campeonato Colombiano:  2015 (Apertura)

Boca Juniors
- Campeonato Argentino de Futebol: 2016–17, 2017–18 e 2019–20
- Supercopa Argentina: 2018, 2022
- Copa da Argentina: 2019-20
- Copa da Liga Profissional: 2020, 2022